# Syngonanthus lisowskii
Syngonanthus lisowskii är en gräsväxtart som beskrevs av Kimp. Syngonanthus lisowskii ingår i släktet Syngonanthus och familjen Eriocaulaceae.
Artens utbredningsområde är Kongo-Kinshasa.

## Underarter
Arten delas in i följande underarter:
- S. l. lisowskii
- S. l. marunguensis